# Бънсен звяра
„Бънсен звяра“ (на английски: Bunsen Is a Beast) e американски анимационен сериал, създаден от Буч Хартман за Nickelodeon. Първият сезон, който се съдържа от 26 епизода, е поръчан по Nickelodeon през ноември 2015 г. Той е четвъртият и последен сериал, създаден от Буч Хартман за Nickelodeon преди напускането му, след „Кръстници вълшебници“, „Дани Фантома“ и „Пале боец“. Сериалът се излъчва в два различни канала – Nickelodeon на 16 януари до 14 октомври 2017 г., и по Nicktoons на 18 декември 2017 г. до 10 февруари 2018 г.

## Актьорски състав

### Главни герои
- Джеръми Роули – Бънсен звяра
- Бен Жиро – Майки Морис Мънро
- Кари Уолгрън – Аманда Килман

### Повтарящи се роли
- Кари Уолгрън – Бевърли
- Кристина Милиция – Дарси
- Кевин Майкъл Ричардсън – Улфи
- Кари Уолгрън – Софи Сандърс
- Джеръми Роули – г-н Мънро, бащата на Майки
- Кари Уолгрън – г-жа Мънро, майката на Майки
- Дженифър Хейл – майката на Бънсен
- Джеф Бенет – бащата на Бънсен

### Второстепенни роли
- Тара Стронг – Фея на зъбките
- Джеф Бенет – Боб, Генерал Ланс Джъстис, Големият Майки
- Джеръми Роули – Джърк вон Хендсъм
- Крис Хардуик – Полицай Стив Стивънсън
- Фил Ламар – Кен
- Джери Трейнър – Командир Фунийка
- Бен Жиро – Звяра Бог
- Шери Отери – г-ца Флап
- Джеръми Роули – Великолепния Ерик, който е в класа на Майки.

## В България
В България сериалът започва излъчване по локалната версия на „Никелодеон“ на 5 юни 2017 г.

### Нахсинхронен дублаж
| Роля                 | Изпълнител                    |
| -------------------- | ----------------------------- |
| Бънсен звяра         | Христо Димитров               |
| Майки                | Живко Джуранов Георги Николов |
| Тими Търнър          | Живко Джуранов                |
| Аманда               | Татяна Етимова                |
| Дарси                | Августина-Калина Петкова      |
| Бащата на Бънсен     | Петър Върбанов                |
| Командир Фунийка     | Явор Караиванов               |
| Боб                  | Явор Караиванов               |
| Господин Търнър      | Явор Караиванов               |
| Генерал Ланс Джъстис | Стоян Цветков                 |
| Джери звяра          | Стоян Цветков                 |
| Г-ца Флап            | Анастасия Събева              |
| Козмо                | Георги Стоянов                |
| Уанда                | Светлана Смолева              |
| Дензъл Крокър        | Христо Бонин                  |
| Госпожа Търнър       | Яна Огнянова                  |
| Кен                  | Анатолий Божинов              |

| Обработка              | Александра Аудио |
| ---------------------- | ---------------- |
| Изпълнителен продуцент | Васил Новаков    |
| Режисьор на дублажа    | ?                |